# Helmut Keupp
Helmut Keupp (* 7. September 1949 in Augsburg) ist ein deutscher Paläontologe.

## Leben
Helmut Keupp studierte Geologie und Paläontologie an der Universität Erlangen mit dem Diplom 1974 und der Promotion 1977. Im Jahr 1981 habilitierte er sich in Erlangen in Paläontologie und 1982 in Geologie und Paläontologie an der Ruhr-Universität Bochum, wo er 1981 bis 1986 als Studienrat im Hochschuldienst war. 1987 wurde er Professor an der FU Berlin. 1997 bis 2003 war er dort Dekan der Fakultät für Geowissenschaften und ab 2003 Vizepräsident der FU Berlin. Er war zeitweise geschäftsführender Direktor des Instituts für Paläontologie der FU Berlin. 2014 wurde er emeritiert.
Er befasste sich mit Ammoniten, Kalk-Dinoflagellaten des Mesozoikums, fossilen Schwämmen und forschte im Neogen Griechenlands und Kretas.
1982 erhielt er den Emmy Noether-Preis in Erlangen, 1985 den Albert Maucher-Preis für Geowissenschaften  der DFG und 2001 den Konstantinos Ktenas-Preis der Athener Akademie der Wissenschaften. 1991 war er Ehrenpräsident des International Round Table on Lithographic Limestones in Lyon.
1992 war er Gründungsherausgeber der Berliner Paläobiologischen Abhandlungen. Er ist im Herausgebergremium von Fazies.

## Schriften (Auswahl)
- mit Joachim Reitner (Hrsg.): Fossil and Recent Sponges. Springer, Berlin u. a. 1991, ISBN 3-642-75658-1.
- Ammoniten. Paläobiologische Erfolgsspiralen (= Thorbecke Species. 6). Unter Mitwirkung von Wolfgang Weitschat. Jan Thorbecke, Stuttgart 2000, ISBN 3-7995-9086-2.
- Atlas zur Paläopathologie der Cephalopoden (= Berliner paläobiologische Abhandlungen. 12). Fachrichtung Paläontologie – Institut für geologische Wissenschaften – Freie Universität Berlin, Berlin 2012, ISBN 978-3-939515-02-9.